# Amanita aestivalis
Amanita aestivalis é um fungo que pertence ao gênero de cogumelos Amanita na ordem Agaricales. O "chapéu" do corpo de frutificação pode ter formato oval, convexo ou achatado, medindo 5 a 8,5 centímetros de diâmetro. Suas bordas tendem a se elevar com o passar do tempo e têm sulcos radiais que espelham a posição das lamelas subjacentes. A estipe (o "tronco " do cogumelo) atinge até 16 cm de altura. Ela tem a superfície lisa ou com delicados pelos, e é mais grossa na base, onde há um bulbo no qual a volva permanece aderida. Há também um anel na porção superior da estipe. Tanto o chapéu, como as lamelas e o tronco são brancos.
Ainda não foi documentado se a espécie é comestível ou não, porém algumas fontes apontam que há suspeita de que seja tóxica. Os espécimes jovens não têm qualquer odor distinto, mas os corpos de frutificação mais velhos podem ter um cheiro parecido com cebola ou alho. Cogumelos bastante venenosos, e que podem levar à morte se ingeridos, como o A. virosa, A. phalloides e A. bisporigera são apontados por especialistas como "sósias" de A. aestivalis, de modo que la distinção entre essas espécies deve ser feita corretamente.
O cogumelo foi descrito pelo norte-americano Rolf Singer em 1949, mas o autor teve que adequar a publicação de sua descoberta, relançando sua descrição científica dez anos mais tarde, em 1959. Há ainda alguma dúvida se A. aestivalis é, na verdade, a A. brunnescens var. pallida descrita por Louis Krieger em 1927. O epíteto específico é derivado do adjetivo latino aestivalis, que significa "pertencente ao verão". Os corpos de frutificação crescem sobre o solo de florestas mistas, de caducifólias e de coníferas, de junho até o outono. Ocorre na América do Norte, e sua distribuição abrange desde as províncias do sudeste do Canadá até a Flórida.

## Taxonomia
A espécie foi descrita pela primeira vez pelo micologista norte-americano Rolf Singer em 1949, com base em espécimes que ele havia coletado nos estados de Massachusetts, Michigan, Nova Iorque e Virgínia. Devido a este trabalho original ter sido publicado sem uma descrição latina (contrariando assim as convenções de nomenclatura do Código Internacional de Nomenclatura Botânica), ele corrigiu sua descrição posteriormente, em 1959. Há alguma dúvida se Amanita aestivalis é uma espécie distinta de A. brunnescens (cujo nome popular em inglês é "brown American star-footed Amanita"), como descrito por George F. Atkinson em 1918. Rolf Singer alegou que a nova espécie que descreveu pode ser distinguida da anterior pela ausência consistente de listras radiais escuras cinza-amarronzadas no chapéu do cogumelo. No entanto, em 1927, o micologista Louis Charles Christopher Krieger descreveu a variedade A. brunnescens var. pallida, que, segundo ele, é idêntica a A. brunnescens exceto pelo chapéu branco ou de cor muito pálida. Em sua monografia de 1986 sobre espécies norte-americanas de Amanita, David T. Jenkins preferiu se abster de comentar sobre essa controvérsia.
Amanita aestivalis está classificada na seção Vallidae do gênero Amanita, um agrupamento de cogumelos amanitas caracterizado por produzirem esporos esféricos, anéis bem desenvolvidos, carne fracamente avermelhada e volvas com prolongamentos estreitos que emergem das bordas de um bulbo macio.
O epíteto específico é derivado do adjetivo latino aestivalis, que significa "pertencente ao verão". Nos países de língua inglesa, é conhecido pelo nome popular de "white American star-footed Amanita".

## Descrição

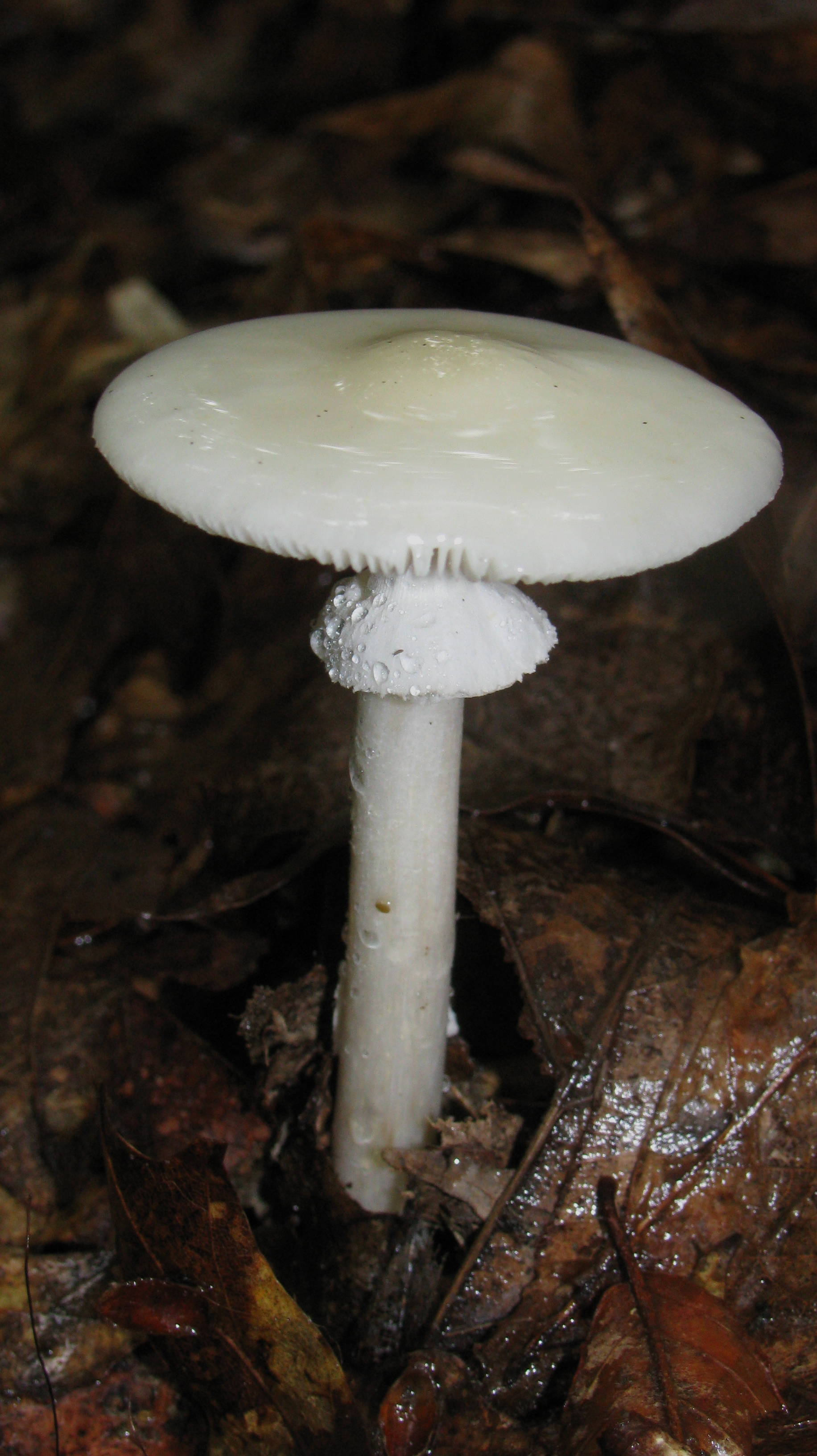
Há um anel na parte superior do tronco.

O píleo (o "chapéu" do cogumelo) mede entre 5 e 8,5 centímetros de diâmetro, e, dependendo da idade, seu formato pode variar de oval a convexo, ou ainda ligeiramente achatado. Espécimes mais velhos podem ter as bordas curvadas para cima. A cor é branca ou pálida bronzeada no centro do chapéu; cogumelos maduros podem ter áreas desbotadas com tons marrom-avermelhados. Às vezes, a margem do píleo tem sulcos radiais - de até 4 mm de comprimento - que espelham a posição das lamelas subjacentes. Quando úmido, o chapéu é pegajoso ao toque; quando seco, é brilhante, normalmente sem quaisquer vestígios da fina volva. As lamelas são brancas, apinhadas, e estão livres de contato com o tronco do cogumelo. Elas são subventricosas: um pouco "inchadas" no meio, e se afilando em direção às extremidades.
A estipe mede de 8,5 a 16 cm de comprimento por 0,9 a 1,6 cm de espessura, e é um pouco mais espessa na base do que no topo. Ela é "recheada" com hifas esbranquiçadas que se assemelham a algodão. A superfície do tronco é lisa ou tem delicados tufos de pelos brancos e macios, parecendo lã. Há um bulbo arqueado na base da estipe, o qual pode atingir um diâmetro de mais de 3 cm. O anel localizado na porção superior do tronco, a 1,2 a 1,7 cm do topo, é branco, membranoso e de longa duração. A volva permanece intimamente aderida ao bulbo, embora uma parte dela possa depois esticar como uma membrana fina e aderir à base do tronco antes de colapsar. Quando o cogumelo é danificado, a carne lentamente fica de cor marrom-rosado a marrom-chocolate. Os espécimes jovens não têm qualquer odor distinto, mas os corpos de frutificação mais velhos podem ter um cheiro que lembra o de cebola ou o de alho.
Embora a comestibilidade não tenha sido documentada para esta espécie, algumas fontes apontam que há suspeita de que seja tóxica.

### Características microscópicas
Amanita aestivalis tem impressão de esporos, uma técnica usada na identificação de fungos, de cor branca. Vistos com o auxílio de um microscópio, os esporos são mais ou menos esféricos, hialinos (translúcidos) e de paredes finas, com dimensões de 7,8 a 8,8 micrômetros (µm). Eles são amiloides, o que significa que absorvem o iodo quando corados com o reagente de Melzer, ficando de cor azul escuro. As células que carregam os esporos, os basídios, possuem quatro esporos cada, têm paredes finas, e medem de 32 a 60 µm de comprimento por 4 a 13 µm de espessura. Não existem clamps nas bases dos basídios.

## Espécies semelhantes

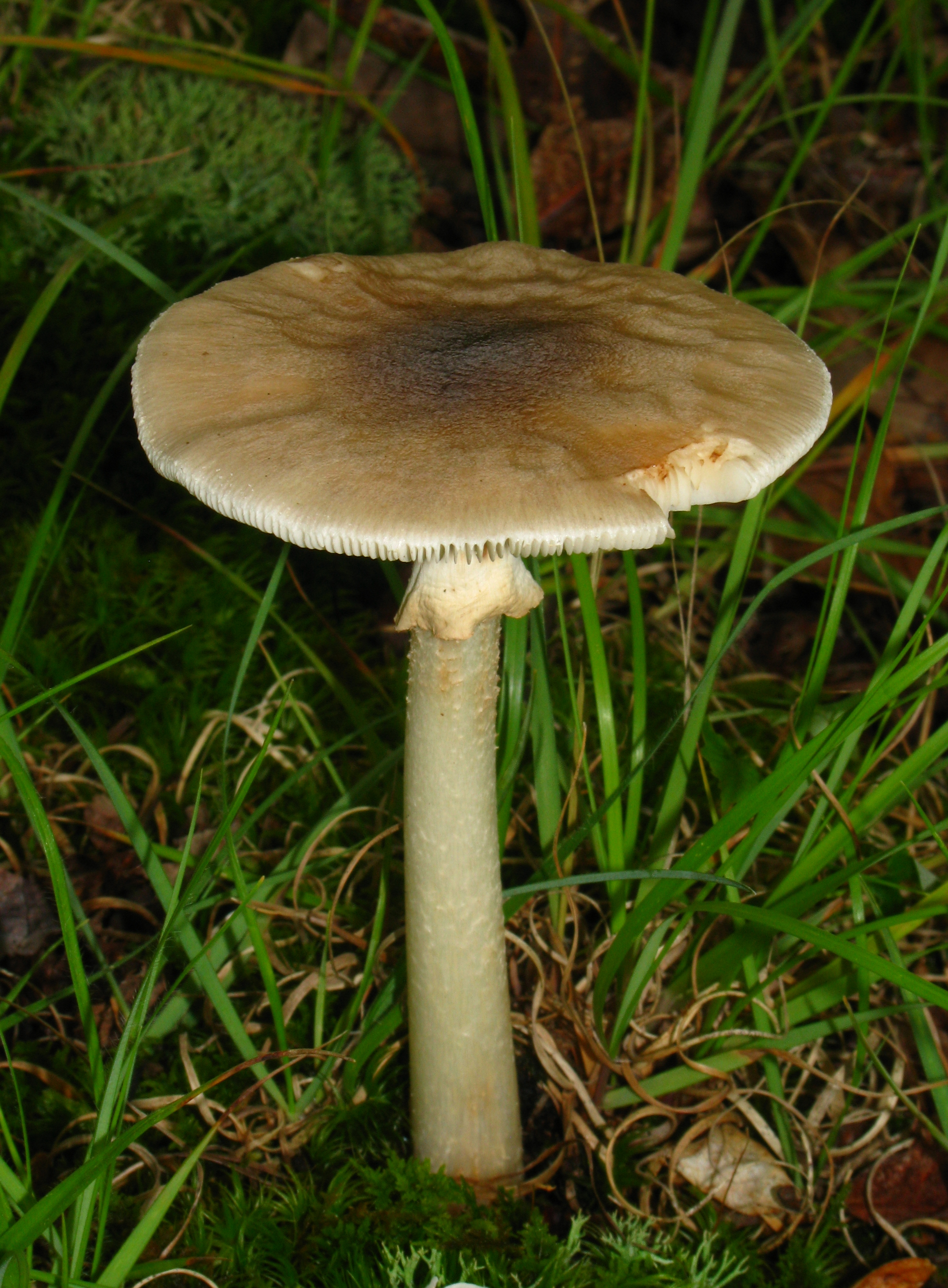
A. brunnescens é uma espécie bastante parecida.

De acordo com Rolf Singer, A. aestivalis pode ser confundido com A. verna no leste dos Estados Unidos. Essa espécie, no entanto, tem esporos elipsoides. Outros cogumelos amanitas brancos parecidos incluem os mortais A. virosa (que tem um tronco mais frouxamente felpudo), A. phalloides (cujo chapéu geralmente está tingido de verde-oliva) e A. bisporigera (tipicamente com dois esporos em cada basídio). A. aestivalis é às vezes considerada a forma branca de A. brunnescens, mas esta última tem listras radiais cinzentas acastanhadas escuras e geralmente tem muitas fibrilas (secção curta de hifas) que se projetam a partir da superfície, para produzir um aparência finamente peluda. Além disso, se cora mais rapidamente do que A. aestivalis. Já A. asteropus (cujo nome popular em inglês é "European star-footed Amanita") é de cor creme a amarela, e difere de A. aestivalis em suas reações a testes químicos. Ele só é encontrado na Europa.

## Ecologia, distribuição e habitat
Como a maioria das outras espécies de Amanita, A. aestivalis forma uma relação simbiótica através de micorrizas com determinadas espécies de plantas. Trata-se de um relacionamento mutuamente benéfico, no qual as hifas do fungo crescem em torno das raízes de árvores e arbustos, possibilitando que o fungo receba umidade, proteção e subprodutos nutritivos do vegetal; em contrapartida, oferece à árvore maior acesso aos nutrientes do solo, como o fósforo.
Os corpos de frutificação do fungo crescem sobre o solo de florestas de árvores de folhas caducas, de coníferas e florestas mistas. Observou-se que o cogumelo tem preferência por bosques de carvalhos contendo espécies de tsuga ou do gênero Pinus, bem como por matas de faias com árvores dos gêneros Picea, Abies e Betula. Os corpos de frutificação geralmente aparecem a partir do final de junho até o outono. Na América do Norte, podem ser encontrados nos estados da Nova Inglaterra, bem como no Alabama, Nova Iorque e Virgínia. A distribuição se estende para o norte até as províncias do sudeste do Canadá e, para o sul, até a Flórida.